# فيزياء ذرية وجزيئية وبصرية

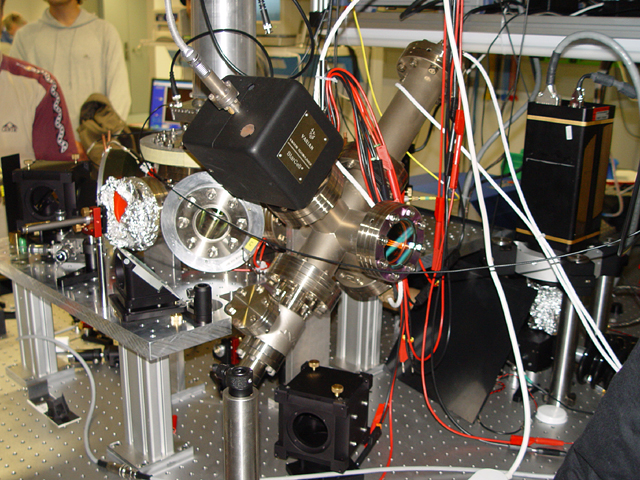

الفيزياء الذرية الجزيئية والبصرية أو نظرية (ذ.ج.ب) هي فرع يختص بدراسة تفاعلات المواد مع بعضها البعض، وتفاعلات الضوء مع المواد، على نطاق ذرة واحدة أو بضعة ذرات وطاقة تصل إلى بضعة إلكترون فولت.:1356 وهذه الأفرع الثلاثة (الذرية، الجزيئية، والبصرية) متداخلة ومتقاربة فيما بينها. تتضمن هذه النظرية أبحاثاً كلاسيكية، شبه كلاسيكية، وكمية. وهذه النظرية، إلى جانب تطبيقات انبعاث، امتصاص، وتبعثر الإشعاع الكهرومغناطيسي (الضوء) الصادر عن الذرات المثارة والجزيئات، التحاليل الطيفية، توليد الليزر والميزر، وأيضا الخصائص الضوئية للمواد في العموم، جميعها تصنف ضمن نفس هذه الأفرع.

## فيزياء ذرية وجزيئية
الفيزياء الذرية حقل فرعي من نظرية (ذ.ج.ب) يختص بدراسة الذرات كأنظمة منعزلة مكونة من الإلكترونات والنواة الذرية، بينما تختص الفيزياء الجزيئية بدراسة الخصائص الفيزيائية للجزيئات. يرتبط مصطلح الفيزياء الذرية عادة بالطاقة النووية والقنابل النووية، إذ أن الترادف بين المصطلحين، ذري ونووي، شائع في اللغة الإنجليزية الاعتيادية. ومع ذلك، يميز الفيزيائيون بين الفيزياء الذرية –التي تدرس مع الذرات كنظام يتكون من إلكترونات ونواة– والفيزياء النووية، التي تختص بالنواة الذرية وحسب. تعتبر أنواع التحاليل الطيفية العديدة ههنا التقنيات التجريبية الأهم. بينما ترتبط الفيزياء الجزيئية عن قرب بالفيزياء الذرية، فإنها أيضا تتداخل بشكل كبير مع الكيمياء النظرية، الكيمياء الفيزيائية، والفيزياء الكيميائية.
يختص الفرعان، بشكل رئيسي، بالبنية الإلكترونية والعمليات الديناميكية التي تتغير هذه البنية على إثرها. وفي العموم، تتضمن هذه الأبحاث استخدام الميكانيكا الكمية. وفي حالة الفيزياء الجزيئية، يسمى هذا النهج «الكيمياء الكمية». ومن أهم جوانب الفيزياء الجزيئية هو أن نظرية المدارات الذرية في فرع الفيزياء الذرية تمتد لتصل إلى نظرية المدارات الجزيئية. تختص الفيزياء الجزيئية بالعمليات الذرية في الجزيئات، لكنها تختص أيضا بالتأثيرات الناجمة عن البنية الجزيئية. بالإضافة إلى حالات الإثارة الإلكترونية المعروفة بحدوثها في الذرات، فإن الجزيئات تستطيع أن تدور وأن تهتز. وهذه الدورات والاهتزازات يتم تكميمها، فهناك مستويات منفصلة ومحددة للطاقة. وتتواجد فروق الطاقة الأقل بين حالات الدوران المختلفة، ومن ثم فإن الطيف الدوراني النقي يقع في نطاق الأشعة تحت الحمراء البعيدة (بطول موجي يتراوح بين 30 – 150 ميكرومتر) في الطيف الكهرومغناطيسي. أما طيف الاهتزاز فيتواجد في نطاق الأشعة تحت الحمراء القريبة (بطول موجي يتراوح بين 1 – 5 ميكرومتر) ويقع معظم الطيف الناتج عن الانتقالات الإلكترونية في نطاقي الأشعة المرئية والفوق بنفسجية. تُحْسَب خصائص الجزيئات (كالمسافة بين النويات) عن طريق قياس الطيفين الدوراني والاهتزازي.
كما هو الحال مع الكثير من الأفرع العلمية، فإن التصنيف الصارم قد يكون مصطنعا للغاية، وعادة ما يتم اعتبار الفيزياء الذرية ضمن السياق الأوسع للفيزياء الذرية، الجزيئية، والبصرية. ودائما ما تصنف مباحث الفيزياء على هذا النحو.

## الفيزياء البصرية
الفيزياء البصرية هي فرع يختص بدراسة توليد الإشعاع الكهرومغناطيسي، وخواص هذا الإشعاع وتفاعله مع المواد، وتهتم بشكل خاص بالتحكم فيه وتطويعه للاستخدام. يختلف هذا الفرع عن البصريات العامة والهندسة البصرية في أنه يركز على اكتشاف الظواهر الجديدة وتطبيقاتها. ومع ذلك، ليس هناك فرق كبير بين الفيزياء البصرية، البصريات التطبيقية، والهندسة البصرية، إذ أن المعدات المستخدمة في الهندسة البصرية وتطبيقات البصريات التطبيقية لها أهمية كبيرة في أبحاث الفيزياء البصرية، وتقودنا هذه الأبحاث بدورها إلى تطوير تطبيقات ومعدات جديدة. بل حتى إن الباحثين يشاركون عادة في الأبحاث الأساسية إلى جانب تطوير التكنولوجيا التطبيقية. ومن أمثلة ذلك، مشاركة ستيفن إي هاريس في التطبيق العملي الخاص بالشفافية المستحثة كهرومغناطيسيا، ومشاركته أيضا في تجارب الضوء المتباطئ مع لين هاو.
يستخدم باحثو الفيزياء البصرية ويطورون مصادر ضوء يمتد في الطيف الكهرومغناطيسي من الموجات الميكروية وحتى الأشعة السينية. يتضمن هذا الفرع توليد وكشف الضوء، العمليات الضوئية الخطية واللاخطية، والتحليل الطيفي. وقد تسبب الليزر والتحليل الطيفي باستخدام الليزر في تغير علم البصريات. يكرَّس جزء كبير من الفيزياء البصرية إلى البصريات الكمية والاتساق (الموجي)، وكذلك إلى بصريات الفيمتوثانية. كما تدعم الفيزياء البصرية حقولاً دراسية مثل الاستجابة اللاخطية للذرات المنعزلة تجاه المجالات الكهرومغناطيسية المكثفة فائقة القصر، تفاعل الضوء المحصور في تجويف مع الذرات عند المجالات العالية، والخصائص الكمية للمجال الكهرومغناطيسي.
من بين مجالات البحث المهمة الأخرى، تطوير تقنيات جديدة للقياسات النانو-بصرية، بصريات الحيود، قياس التداخل منخفض الترابط، الأشعة المقطعية المترابطة بصريا، والمسح المجهري قريب المجال. كما أن أبحاث الفيزياء البصرية تركز على علوم البصريات فائقة السرعة وتكنولوجياتها. وتخلق تطبيقات الفيزياء البصرية طفرات وتطويرات في مجالات الاتصالات، العلاج، وحتى الترفيه.

## خلفية تاريخية
كان إدراك أن المادة تتكون من ذرات، أو وفقا للمصطلحات الحديثة: أن الذرة هي الوحدة الأساسية للعنصر الكيميائي، واحدا من أولى الخطوات المبكرة في سبيل تبلور الفيزياء الذرية. طور جون دالتون هذه النظرية في القرن الثامن عشر. وفي تلك المرحلة، لم تكن ماهية الذرات واضحة، رغم أنها وصفت وفقا لخصائصها الملاحظة في تكتلاتها، وأوجِز وصفها بتطوير الجدول الدوري، بواسطة جون نيولاند وديميتري مندليف، في الفترة ما بين منتصف القرن التاسع عشر إلى أواخره.
لاحقا، أصبح الرابط بين الفيزياء الذرية والفيزياء البصرية واضحا، وذلك بفضل اكتشاف الخطوط الطيفية ومحاولات تفسيرها، لا سيما على يد جوزيف فون فراونهوفر، وأوغستان-جان فرينل، وغيرهم من علماء القرن التاسع عشر.
منذ ذلك الوقت، وحتى عشرينات القرن العشرين، حاول الفيزيائيون تفسير الطيف الذري وإشعاع الجسم الأسود. ومن بين محاولات تفسير خطوط طيف ذرة الهيدروجين، نموذج بور الذري.
وقد أدت التجارب التي تضمنت الإشعاع الكهرومغناطيسي والمادة –مثل التأثير الكهروضوئي، تأثير كومبتون، طيف أشعة الشمس الناجم عن عنصر الهيليوم المجهول، وقصور نموذج بور للهيدروجين، والعديد من الأسباب الأخرى، إلى نموذج رياضي جديد بأكمله حول المادة والضوء، وهو ميكانيكا الكم.

### نموذج المتذبذب الكلاسيكي للمادة
تعاملت النماذج المبكرة لتفسير منشأ معامل الانكسار مع الإلكترونات في النظام الذري بشكل كلاسيكي، وفقا لنموذج بول درود وهندريك لورنتس. تطورت هذه النظرية جراء محاولة لتفسير منشأ معامل الانكسار (n) المعتمد على الطول الموجي لمادة ما. وفي هذا النموذج، أجبرت الموجات الكهرومغناطيسية الساقطة الإلكترون المرتبط بأحد الذرات على التذبذب. وبذلك تصبح سعة التذبذب مرتبطة بتردد الموجات الكهرومغناطيسية الساقطة وترددات الرنين الخاصة بالمتذبذب. ومن ثم، يؤدي تراكب الموجات المنبعثة عن عدة متذبذبات إلى موجة تتحرك بشكل أبطأ.

### النموذج الكمي المبكر للمادة والضوء
استنتج ماكس بلانك، عام 1900، معادلة لوصف الحقل الكهرومغناطيسي داخل صندوق متعادل حراريا. وقد انطوى نموذجه على تراكب موجات راكدة. كان طول ذلك الصندوق يساوي (L)، ولم يكن ممكنا لأي موجات أن تنشأ في الصندوق سوى موجات جيبية ذات عدد موجي يساوي :{\displaystyle k={\frac {n\pi }{L}}}
، حيث n عدد صحيح موجب (أو بالتعبير الرياضي ). يُعبَّر عن المعادلة التي تصف تلك الموجات الراكدة كما يلي:
{\displaystyle E=E_{0}\sin \left({\frac {n\pi }{L}}x\right)\,\!}.
حيث E0 هو مقدار سعة المجال الكهربي، و(E) هو مقدار المجال الكهربي عند x. ومن هذه الأساسيات، اُسْتُنْتِج قانون بلانك.
في عام 1911، استنتج إرنست رذرفورد، بناء على تبعثر جسيم ألفا، أن الذرة تملك في مركزها بروتونا شبيها بالنقطة. واعتقد أيضا أن الإلكترون ينجذب إلى البروتون وفقا لقانون كولوم، والذي أثبت أنه يظل منطبقا على المستويات الصغيرة. ونتيجة لذلك، اعتقد رذرفورد أن الإلكترونات تدور حول البروتون. وفي عام 1913، مزج نيلز بور بين نموذج رذرفورد للذرة وأفكار التكميم لبلانك. ووفقا له، لا يمكن أن يتواجد في الذرة سوى مدارات محددة وواضحة المعالم للإلكترونات، ولا ينبعث عنها ضوء. عندما يقفز إلكترون من مدار لآخر، يشع الإلكترون أو يمتص مقدارا من الضوء يساوي الفرق في الطاقة بين المدارين. وقد توافق هذا التنبؤ بمستويات مع المشاهدات. لكن هذه النتائج، التي بنيت على مجموعة متقطعة من موجات راكدة محددة، لم تتوافق مع نموذج المتذبذب الكلاسيكي المستمر.
أدت أعمال ألبرت آينشتاين، عام 1905، حول التأثير الكهروضوئي إلى استنتاج أن الضوء ذو التردد {\displaystyle \nu } يصاحبه فوتون بطاقة تساوي {\displaystyle h\nu }. وفي عام 1917، توصل آينشتاين إلى امتداد لنموذج بور عبر إدخال ثلاث عمليات عليه، وهي الانبعاث المستحث، الانبعاث التلقائي، والامتصاص (الكهرومغناطيسي).

## الأبحاث الحديثة
كانت صياغة ميكانيكا الكم، إلى جانب صياغة ميكانيكا المصفوفات لهايزنبرغ ومعادلة شرودنغر، الخطوة الأهم في سبيل التوصل إلى الأبحاث الحديثة.
هناك الكثير من الأبحاث شبه الكلاسيكية التي توظفها نظرية (ذ.ج.ب). واختيار ميكانيكا الكم لمعالجة إحدى المشكلات، أو اختيار الميكانيكا الكلاسيكية بدلا منها، يعتمد على المشكلة نفسها. فالنهج شبه الكلاسيكي شائع في الأبحاث الحاسوبية لنظرية (ذ.ج.ب)، نظرا إلى كلفة الأبحاث الحاسوبية المنخفضة وقلة التعقيد المصاحب لها.
عند تعريض مادة لشعاع ليزر، يتم المزج بين استخدام نهج الميكانيكا الكمية للنظام الذري أو الجزيئي مع النظام المراد دراسته في حال تعرضه لمجال كهرومغناطيسي كلاسيكي. ولأن المجال يعامَل وفق النهج الكلاسيكي، فإنه لا يستطيع التوافق مع الانبعاث التلقائي. وهذه المعالجة باستخدام الأبحاث شبه الكلاسيكية صالحة للتطبيق على معظم الأنظمة،:724 وخصوصا تلك المعرضة لحقل ليزري عال الكثافة.:997
عند استخدام النهج شبه الكلاسيكي مع ديناميكا الاصطدامات، من الممكن أن تُعامل مع درجات الحرية الداخلية باستخدام الميكانيكا الكمية، بينما تستخدم الميكانيكا الكلاسيكية مع الحركة النسبية للأنظمة الكمية المراد دراستها.:556 وعند دراسة وسط به اصطدامات عالية السرعة، تعامل النواة باستخدام الميكانيكا الكلاسيكية ويعامل الإلكترون بالميكانيكا الكمية. وعندما تكون الاصطدامات بطيئة السرعة، تفشل هذه المقاربة.:556
يمكن وصف طرق مونت كارلو لديناميكا الإلكترونات على أنها شبه كلاسيكية إذا تم احتساب الظروف الابتدائية بأكملها باستخدام الميكانيكا الكمية، وتستخدم الميكانيكا الكلاسيكية في كل ما يتبقى.:871

## الذرات والجزيئات المنعزلة
تدرس الفيزياء الذرية، الجزيئية، والضوئية عادة ذرات وجزيئات منعزلة. تتكون النماذج الذرية من نواة واحدة يدور حولها إلكترون واحد أو أكثر، بينما تتعلق النماذج الجزيئية عادة بالهيدروجين الجزيئي وأيون الهيدروجين الجزيئي. تدرس النظرية عمليات مثل التأين، التأين فوق الحرج، والإثارة بواسطة فوتونات أو تصادمات مع الجسيمات الذرية.
رغم أن نمذجة الذرات في نظام منعزل قد لا تبدو واقعية، إلا أننا لو تعاملنا مع جزيئات في غاز أو بلازما فإن مقاييس الوقت الخاصة بتفاعلات الجزيئات مع بعضها البعض تكون ضخمة إذا ما قارناها بتلك الخاصة بالعمليات الذرية والجزيئية التي نتعامل معها. أي أننا نتعامل مع الجزيئات المنفردة وكأنها في نظام منعزل لشطر كبير من الوقت. وبناء على ذلك، تعمل الفيزياء الذرية والجزيئية كنظرية أساسية لفيزياء البلازما وفيزياء الغلاف الجوي، وذلك على الرغم من أن النظريتين تتعاملان مع عدد هائل من الجزيئات.